# Voskop
Voskop è una frazione del comune di Coriza in Albania (prefettura di Coriza)
Fino alla riforma amministrativa del 2015 era comune autonomo, dopo la riforma è stato accorpato, insieme agli ex-comuni di Coriza, Drenovë, Lekas, Mollaj, Qendër Bulgarec, Vithkuq e Voskopoja a costituire la municipalità di Coriza.

## Località
Il comune era formato dall'insieme delle seguenti località:
- Voskop
- Dersnik
- Polenë
- Vincan
- Goskove lart
- Goskove poshte
- Damjane